# Gosel (Crimmitschau)
Gosel ist ein Ortsteil der Ortschaft Frankenhausen der Großen Kreisstadt Crimmitschau im sächsischen Landkreis Zwickau. Jenseits der Landesgrenze zu Thüringen liegt der zur Gemeinde Ponitz gehörige, gleichnamige Ort Gosel.

## Geografie

### Geografische Lage und Verkehr

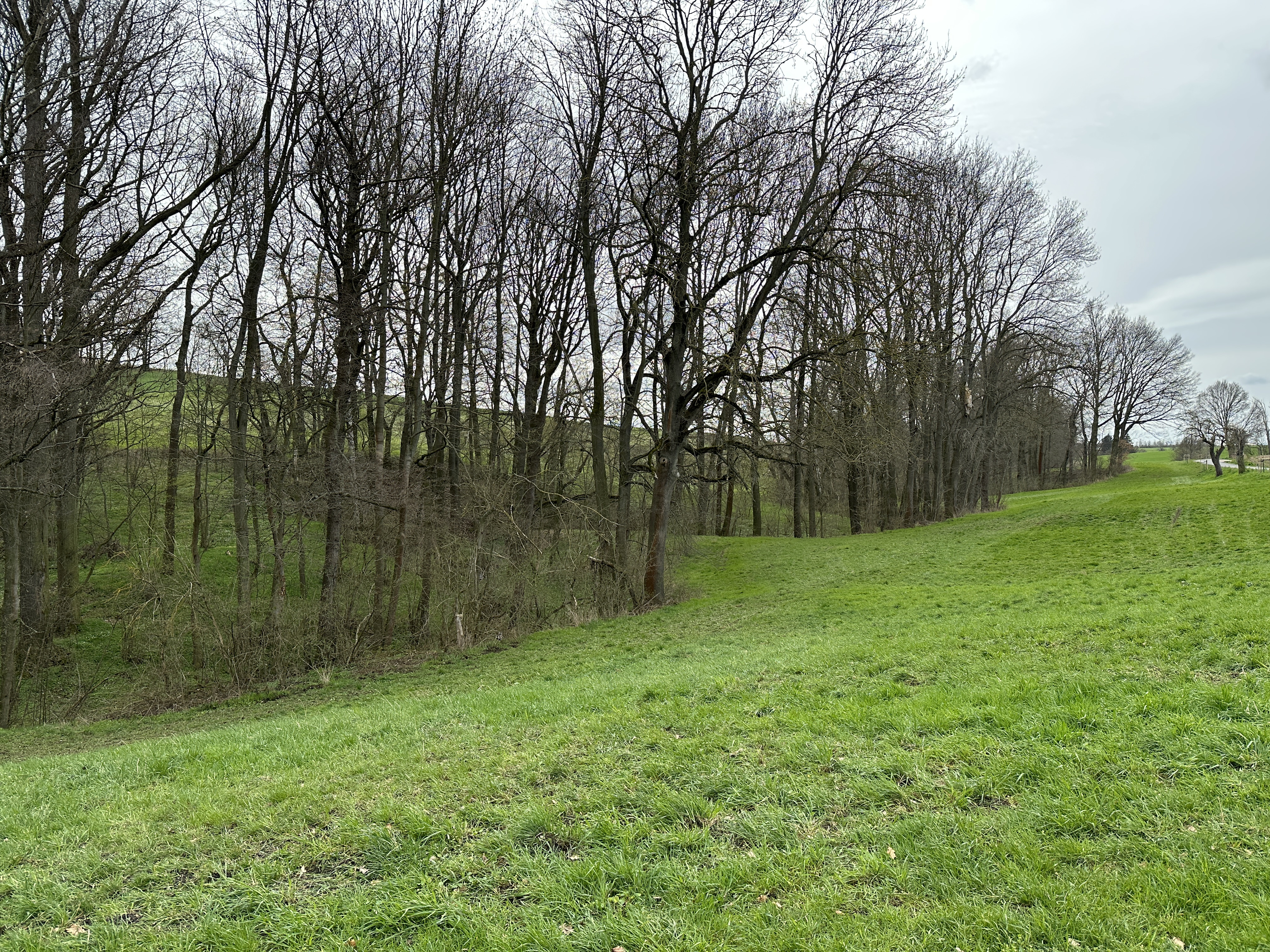
Die „Goseler Aue“ mit dem Waldsachsener Bach

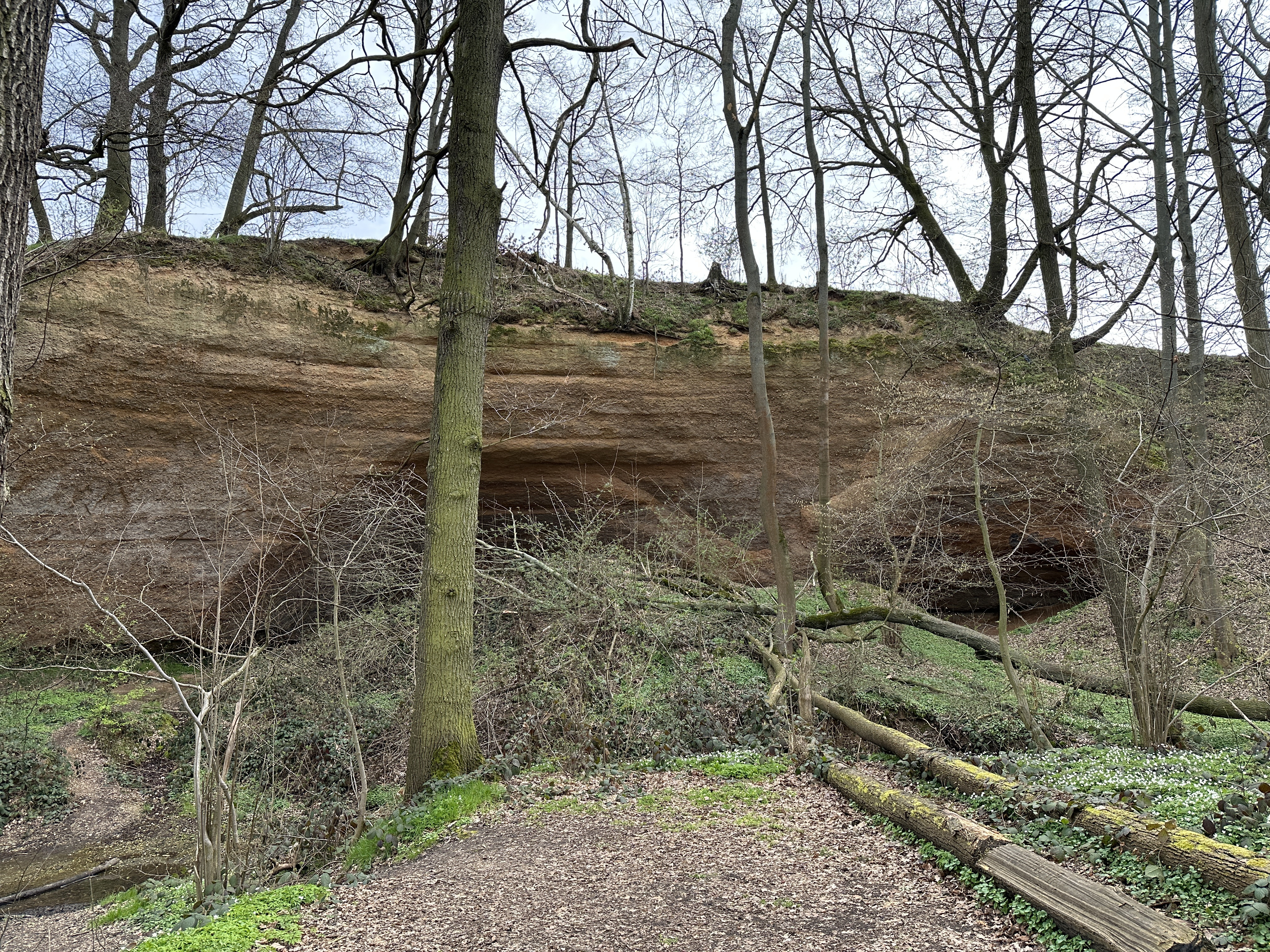
Naturdenkmal Teufelshöhle

Der Ortsteil Gosel mit seinen sehenswerten Fachwerkhöfen ist der nördlichste Ortsteil der Stadt Crimmitschau. Im Norden und Osten befindet sich die Landesgrenze zu Thüringen (Landkreis Altenburger Land), im Süden die Autobahn 4. Nordwestlich des Orts führt die Bahnstrecke Leipzig–Hof vorbei. Der durch den Ort fließende Waldsachsener Bach mündet im Ort in die Pleiße. Über der reizvollen Fluss- und Bachauenlandschaft erhebt sich der Bergsporn des Kiefernberges. Südlich des Orts befindet sich der Bachlauf der „Goseler Aue“ mit dem Naturdenkmal „Teufelshöhle“.

### Nachbarorte
| Grünberg      |                                             | Gosel (Ponitz) |
|               | Kompassrose, die auf Nachbargemeinden zeigt |                |
| Frankenhausen |                                             | Waldsachsen    |

## Geschichte

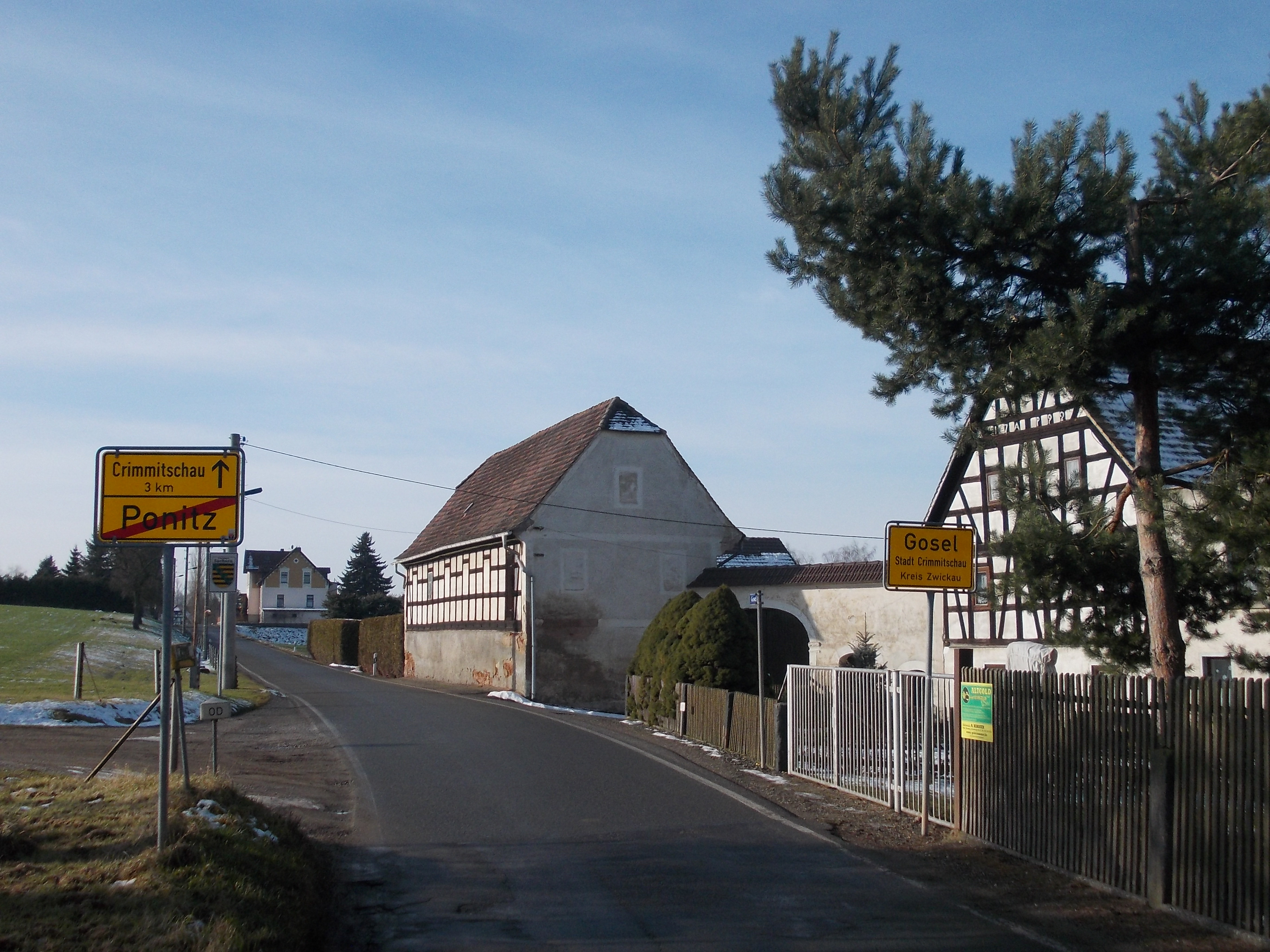
Gosel, sächsisch-thüringische Landesgrenze

Das Dorf Gosel wurde im Jahr 1315 erstmals urkundlich genannt. Bis in die Gegenwart wird Gosel durch eine Landesgrenze getrennt. Im 19. Jahrhundert hatte der Gesamtort 22 Häuser mit 135 Einwohnern, von denen drei Güter mit 27 Einwohnern als Gosel (sächs. Ant.) bezeichnet wurden.

### Gosel (sächs. Ant.)
Gosel (sächs. Ant.) war der kleinere Anteil des Orts im Südwesten, der zur Grundherrschaft des Ritterguts Frankenhausen gehörte. Dieser gehörte politisch bis 1856 zum kursächsischen bzw. königlich-sächsischen
Amt Zwickau. 1856 wurde Gosel (sächs. Ant.) dem Gerichtsamt Crimmitschau und 1875 der Amtshauptmannschaft Zwickau angegliedert. Kirchlich und schulisch gehörte der Ort zu Frankenhausen, in den er um 1875 auch eingemeindet wurde. Seit 1918 gehörte Gosel (sächs. Ant.) als Ortsteil von Frankenhausen zum Freistaat Sachsen.

### Gosel (altenb. Ant.)
Der größere Anteil von Gosel wurde als Gosel (altenb. Ant.) bezeichnet, der aus einem zusammenhängenden Siedlungsgebiet im Norden und Splitterflächen im Süden bestand. Diese waren durch den sächsischen Anteil von Gosel vom Rest des altenburgischen Anteils getrennt. Gosel (altenb. Ant.) gehörte zur Grundherrschaft des Schlosses Ponitz. Auch kirchlich war der Ort Ponitz zugeordnet. Er gehörte zum wettinischen Amt Altenburg, welches ab dem 16. Jahrhundert aufgrund mehrerer Teilungen im Lauf seines Bestehens unter der Hoheit verschiedener Ernestinischer Herzogtümer stand. Bei der Neuordnung der Ernestinischen Herzogtümer im Jahr 1826 kam Gosel (altenb. Anteil) zum Herzogtum Sachsen-Altenburg, das den Ort bezüglich der Verwaltung dem Ostkreis (bis 1900) bzw. dem Landratsamt Ronneburg (ab 1900) zuordnete. Gosel (altenb. Ant.) gehörte als Gemeindeteil von Ponitz ab 1918 zum Freistaat Sachsen-Altenburg, der 1920 im Land Thüringen aufging. 1922 kam der Ort zum Landkreis Altenburg.

### Der heutige Crimmitschauer Ortsteil Gosel
Im Jahr 1928 erfolgte ein Gebietsaustausch und eine Grenzbereinigung zwischen dem Freistaat Sachsen und dem Land Thüringen. Dadurch wurden die in Sachsen liegenden Splitterflächen des zum thüringischen Ponitz gehörigen Anteils von Gosel an Sachsen abgetreten und nach Frankenhausen eingegliedert. Dadurch erhielt das sächsische Gosel eine zusammenhängende, vergrößerte Ortsflur.
Durch die Eingemeindung von Frankenhausen nach Crimmitschau wurde das sächsische Gosel am 1. Juli 1950 ein Ortsteil von Crimmitschau. Durch die zweite Kreisreform in der DDR kam Gosel als Ortsteil von Crimmitschau am 25. Juli 1952 an den Kreis Werdau im Bezirk Chemnitz (1953 in Bezirk Karl-Marx-Stadt umbenannt) zugeteilt, der ab 1990 als sächsischer Landkreis Werdau fortgeführt wurde und 1994 im Landkreis Zwickauer Land bzw. 2008 im Landkreis Zwickau aufging. Heute wird Gosel als Ortsteil innerhalb der Ortschaft Frankenhausen geführt.